# الیسبات سروانتس
الیسبات سروانتس (اسپانیایی: Elizabeth Cervantes‎؛ زادهٔ ۱ اوت ۱۹۷۳ در  مکزیکو سیتی) هنرپیشه، فیلم و سریال آبکی اهل مکزیک است. وی از سال ۲۰۰۱ میلادی تاکنون مشغول فعالیت بوده‌است. از فیلم‌ها یا برنامه‌های تلویزیونی که وی در آن نقش داشته‌است می‌توان به دوزخ (۲۰۱۰) اشاره کرد. سروانتس در خانه تئاتر (اسپانیایی: Casa del Teatro‎) و مرکز آموزش بازیگر (اسپانیایی: Centro de Formacion Actoral‎) تی‌وی ازتکا تحصیل کرده است.